# Hammarbybacken (hoppbacke)
Hammarbybackens backhoppningsanläggning, vid Hammarbybackens västra sluttning  i Stockholm, anlades 1919. Backen var Stockholmsområdets största hoppbacke till dess att den avvecklades under 1960-talet och ersattes av en alpin skidanläggning.

## Historia

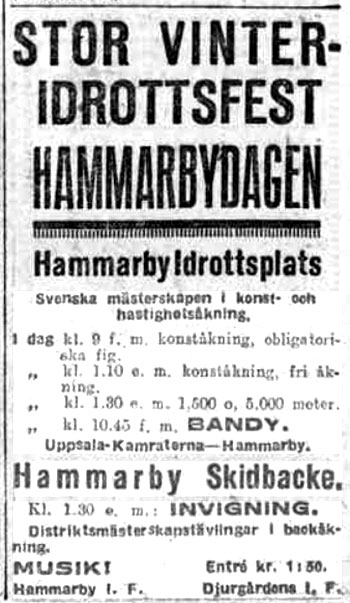
Reklamaffisch för Hammarbydagen 1919, med för första gången backhoppning på schemat.

Invigningshoppet i backen gjordes av Einar Olsson 1919, och den 2 mars samma år arrangerades en tävling av Hammarby IF. Det var första gången en tävling i sporten organiserats av klubben. Bandy-och fotbollsspelaren Per-Gösta Nilsson ställde upp som representant för Hammarby och slutade på femte plats men fick bra domarpoäng av juryn för fina telemarknedslag. Tävlingen vanns av H. Sveidberg som tävlade för Djurgårdens IF.
1948 var backrekordet 48 meter, satt av R. Baklid från Norge.

### Utveckling

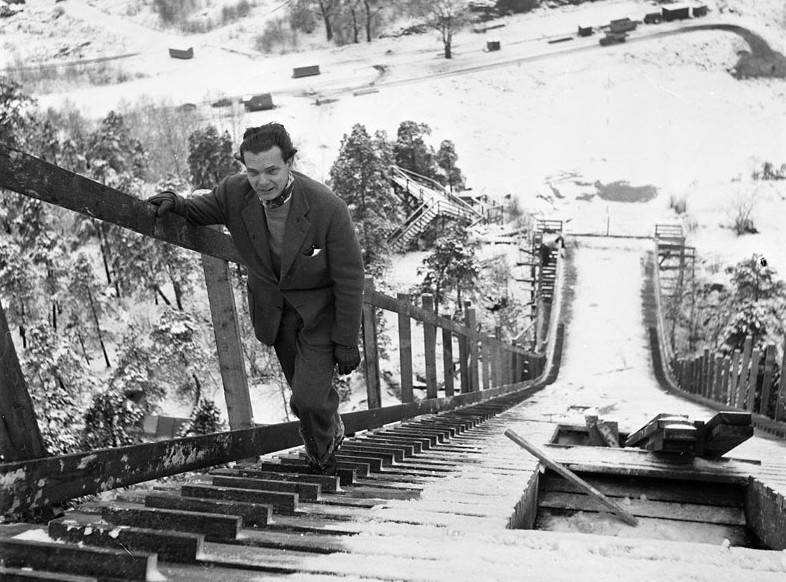
Nya Hammarbybacken 1950, backstorlek K-60. En man går uppför trappan till hoppbacken. Backen ska lagas och förbereds inför SM i backhoppning.

Inför planeringen att anordna svenska mästerskapen i backhoppning år 1951 byggdes backen ut år 1950. Backstorleken, den så kallade kritiska punkten, var då 60 meter. 1951 arrangerades de svenska mästerskapen i backhoppning i Hammarbybacken, inför 30 000 åskådare. Mästerskapet vanns av Bror Östman, tävlande för IF Friska Viljor i Örnsköldsvik. Det hölls även en lagtävling i samband med de individuella nationella mästerskapen, och där bärgades guldet av IFK Kiruna.
1955 fick man även arrangera Svenska Skidspelen i Hammarbybacken. 1955 var en mild vinter i Stockholm, och Svenska Skidspelen höll på att inte bli av eftersom det inte fanns tillräckligt med snö i backen. För att säkerställa att backhoppningstävlingarna kunde hållas i Hammarbybacken fraktades snö in med tåg från Jämtland och Dalarna, främst Östersund. Detta skedde genom att snön transporterades i korgar av brandmän som fick 10 kronor per dag för sitt arbete. Spelen kunde till slut avgöras den 9 januari 1955, och tävlingen vanns av hemmahoppet Sven Pettersson med 222,5 poäng, 3,2 poäng före tvåan Torbjørn Falkanger från Norge. Tredjeplatsen gick till Frank Hansen, även han från Norge.
Under 1950-talet fortsatte det tävlas flitigt i backen med internationell representation. En tävling den 15 januari 1956 vanns av norrmannen Kjell Kopsrad, med finländaren Veikko Salmenranta som tvåa och Guttorm Heldahl, också han från Norge, som trea.
Backrekordet i den stora backen togs av Björn Holm, då han hoppade 63,5 meter under en tävling på 1950-talet. Detta var tre och en halv meter längre än vad backen var byggd för.
Det fanns även en mindre backe, med en K-punkt på 20 meter.

### Nedläggning och efterföljare
Enligt Skistar var hoppbacken endast aktiv fram till och med 1953, men det finns dokumenterade resultat från Hammarbybackens backhoppningsanläggning även under 1960-talet. Någon gång under den första delen av 1960-talet avvecklades backen till förmån för alpin skidåkning. Alternativen till Hammarbybacken för backhoppning i Stockholmsområdet blev då Enskede och dess 45-meters backe, Fiskartorpet vars backe var i samma storlek. Senare tillkom Sollenkollen i Väsjöbacken i Sollentuna kommun, anlagd under 1970-talet.
Kullens dåvarande naturliga höjd var 55 meter över havet, men detta backades på vid ombyggnationen 1950 med ett torn i trä till nästan 20 meter över kullens naturliga höjd. Detta innebar att Hammarbybackens hoppbacke en tid var den högsta punkten i närheten av Stockholms innerstad. Där underbacken och färden ut mot bromsplan tidigare var belägen ligger idag Henriksdals reningsverks parkeringsplatser.